# María Luisa Zorrilla Abascal
María Luisa Zorrilla Abascal (Ciudad de México; 1966) es una escritora y educadora mexicana. Los elegidos  es su propuesta de narrativa transmedia publicada por la Universidad Autónoma del Estado de Morelos con el apoyo de  CONACULTA. El proyecto está dirigido al fomento a la lectura entre adolescentes a partir del uso de las TIC.

## Trayectoria
Es doctora en educación por la Universidad de Anglia del Este (Reino Unido) y maestra en Comunicación por la Universidad Nacional Autónoma de México. Es profesora investigadora del Instituto de Ciencias de la Educación de la Universidad Autónoma del Estado de Morelos.  

## Libros
- La flauta de acuario (2014), primera entrega. Consta de tres apoyos mediáticos: el libro, el diario en línea de Sara (la protagonista), y una versión digital de un objeto mágico que se menciona en la novela.[5]
- El abanico de libra (2017), segunda entrega.[6]